# Myrmephytum arfakianum
Myrmephytum arfakianum là một loài thực vật có hoa trong họ Thiến thảo. Loài này được (Becc.) Huxley & Jebb mô tả khoa học đầu tiên năm 1991.